# Anton Werres

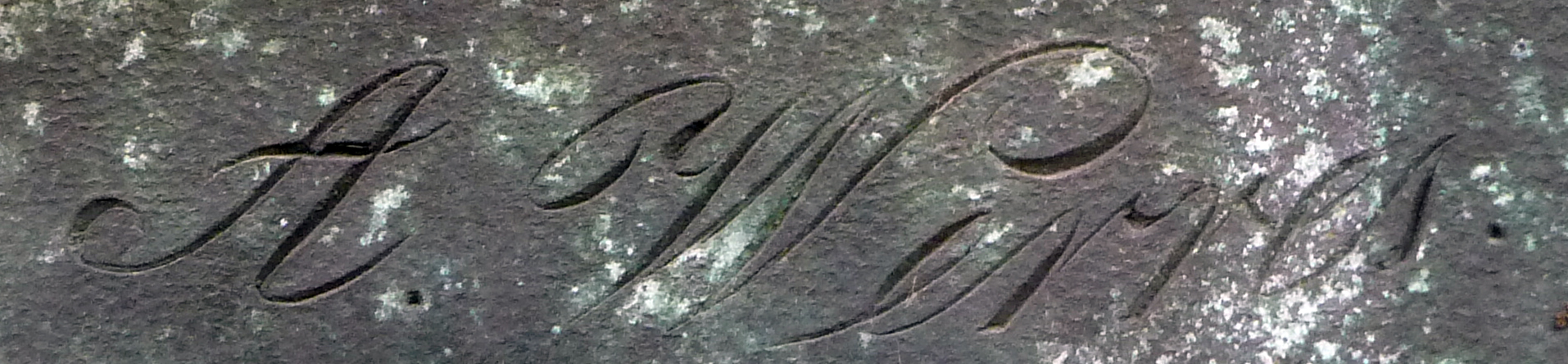
Signatur von Anton Werres

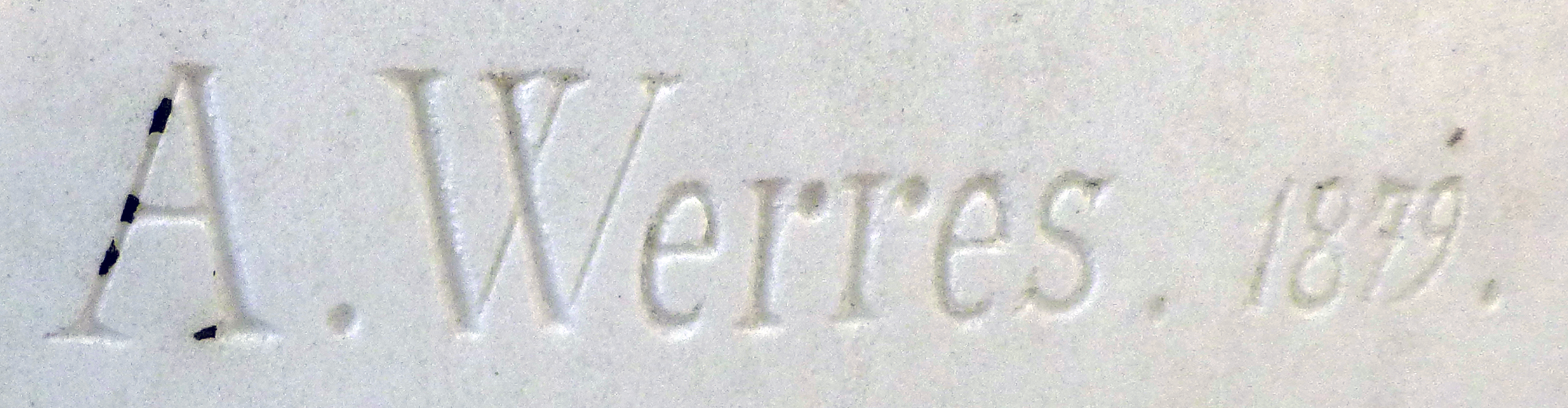
Signatur von Anton Werres

Anton Jacob Werres (* 1. Januar 1830 in Köln; † 27. April 1900 ebenda) war ein deutscher Bildhauer.

## Leben
Sein Vater Carl Anton Werres (* 4. September 1785 in Köln; † 30. September 1836 ebenda) war ein bekannter Arzt, Augenarzt, Physikus und Sachbuchautor. Anton Werres ging beim Kölner Bildhauer Peter Joseph Imhoff in die Lehre und war im Betrieb von Christian Mohr tätig. Von 1851 bis 1857 studierte er an der Königlich Preußischen Akademie der Künste in Berlin. Er war Meisterschüler bei Gustav Blaeser. Von 1858 bis 1867 Studienaufenthalt in Rom. Seit 1868 überwiegend in Köln tätig und schuf dort unter anderem sechs Pfeilerfiguren im Langhaus des Kölner Domes. Zahlreiche Denkmäler und Grabmale auf dem Friedhof Melaten erinnern ebenfalls an sein Schaffen.

## Werke
- 1863: Marmor-Statue Venus und Amor in der Flora (ursprünglich im Palmenhaus, heute im Kalthaus)[3]
- 1864: Marmor-Statue Flora in der Flora (ursprünglich aufgestellt im nach dem Zweiten Weltkrieg abgetragenen Flora-Tempel, heute verschollen)[4]
- 1868: Skulptur Heiliger Maternus von Köln am Kölner Dom (Langhaus Nordseite Pfeiler D8)[5]
- 1868: Skulptur Heilige Helena am Kölner Dom (Langhaus Nordseite Pfeiler D7)[5]
- 1868: Skulptur Gereon von Köln am Kölner Dom (Langhaus Südseite Pfeiler C7)[5]
- 1868: Skulptur Bonifatius am Kölner Dom (Langhaus Südseite Pfeiler C5)[5]
- 1868: Skulptur Heiliger Anno von Köln am Kölner Dom (Langhaus Südseite Pfeiler C4)[5]
- 1868: Skulptur Martin von Tours am Kölner Dom (Langhaus Südseite Pfeiler C6)[5]
- 1870: Skulpturen der Heiligen Helena und des Viktor von Xanten am Südportal der Stiftskirche St. Viktor in Xantwen[6]
- 1879: Büstendenkmal von Franz Weber auf dem Melaten-Friedhof in Köln[7]
- 1880: Porträtmedaillon an Obelisk von Heinrich Bürgers, auf dem Melaten-Friedhof in Köln[7]
- 1885: Grabmal des Kölner Oberbürgermeisters Hermann Heinrich Becker auf dem Melaten-Friedhof in Köln[5]
- 1886: Büstendenkmal von Ferdinand Hiller auf dem Melaten-Friedhof in Köln[7]
- 1886: Büstendenkmal von Caspar Garthe im Zoologischer Garten Köln[7]
- 1892: Büstendenkmal von Johann Wilhelm Kaesen im Volksgarten, Köln[7]
- 1896: Standbild von Ferdinand Franz Wallraf und Johann Heinrich Richartz auf dem Melaten-Friedhof in Köln[5]

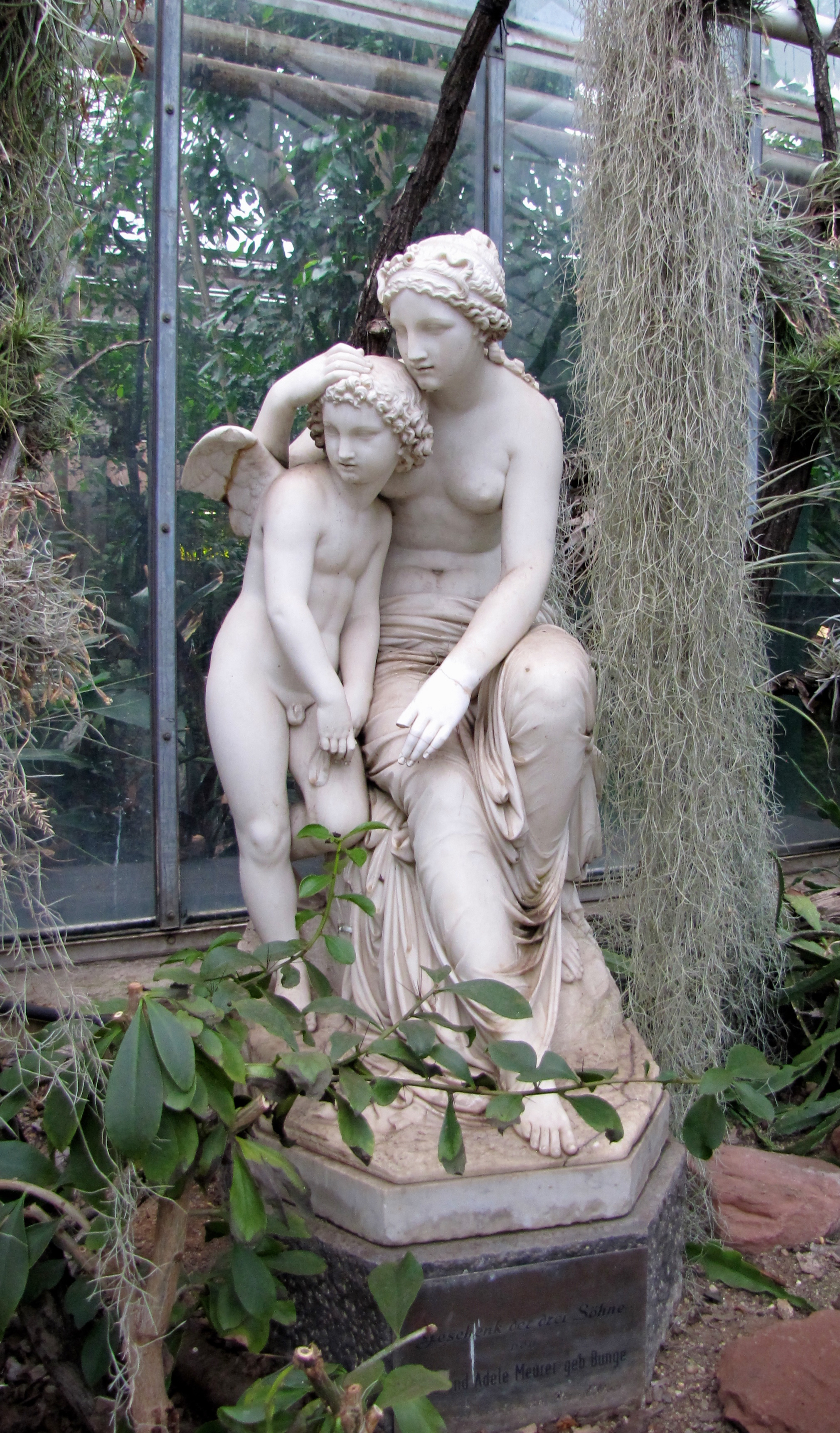
Venus und Amor in der Flora
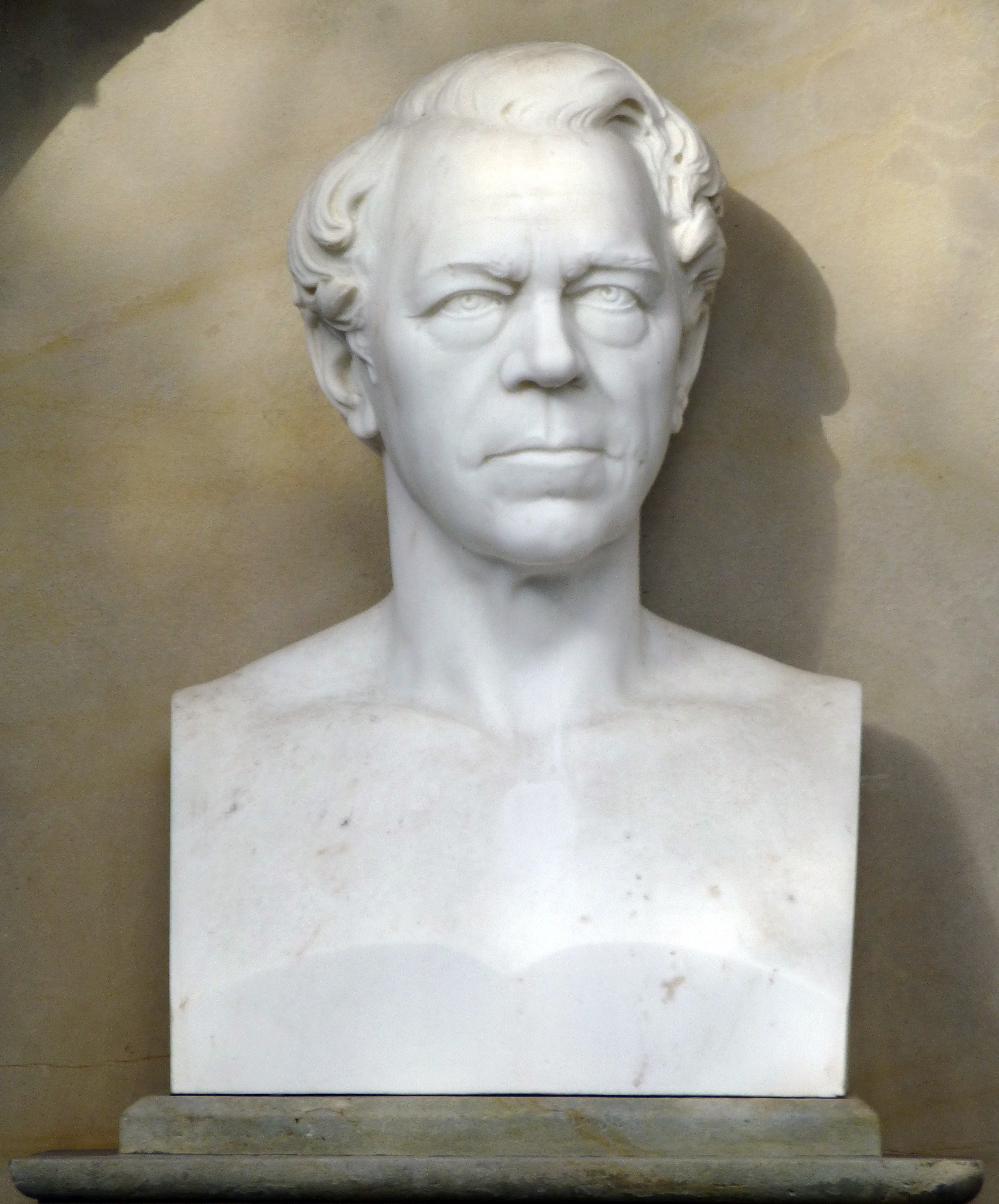
Büste von Franz Weber auf dem Melaten-Friedhof in Köln
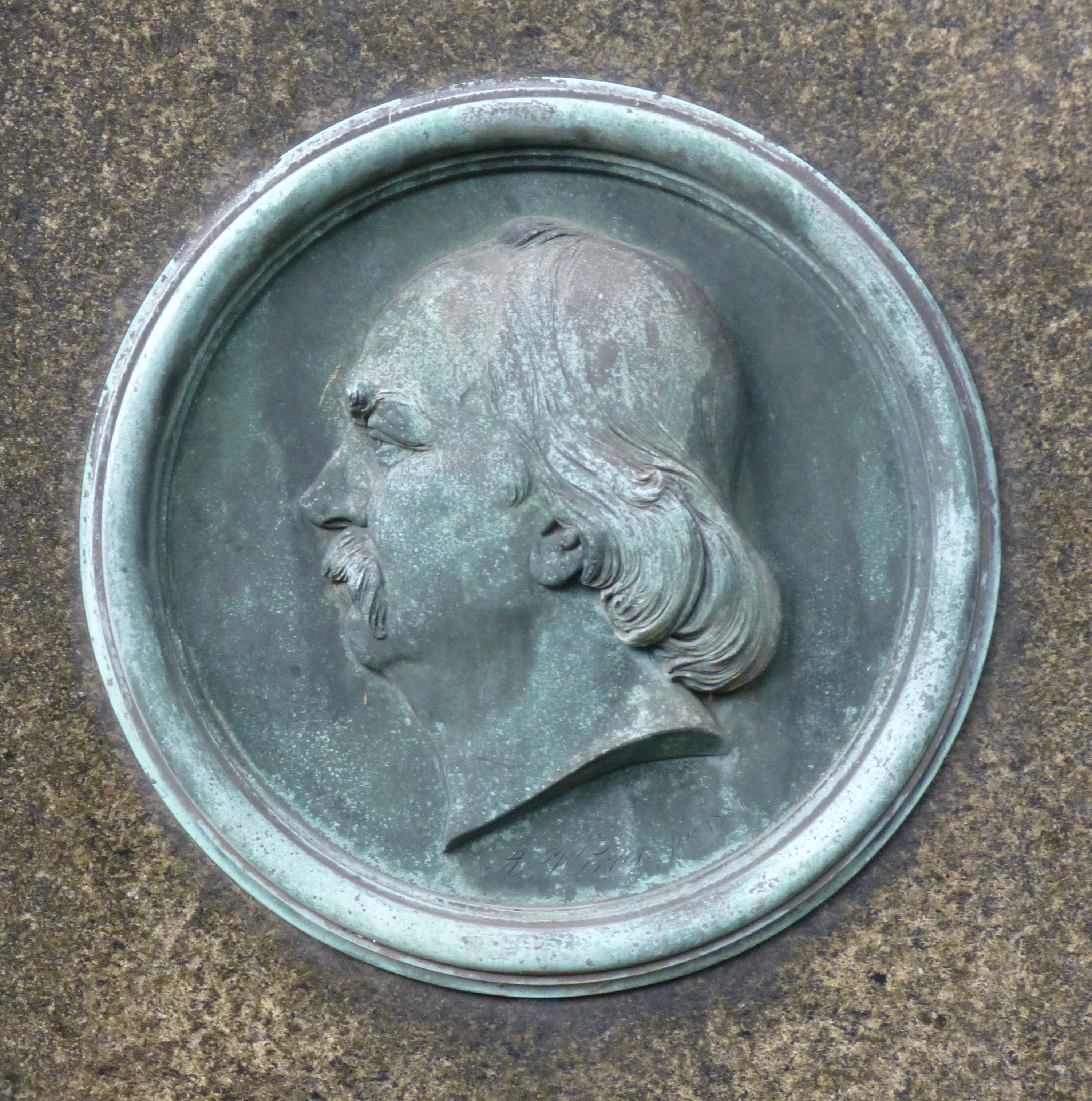
Bronzerelief von Hermann Heinrich Becker auf dem Melaten-Friedhof in Köln
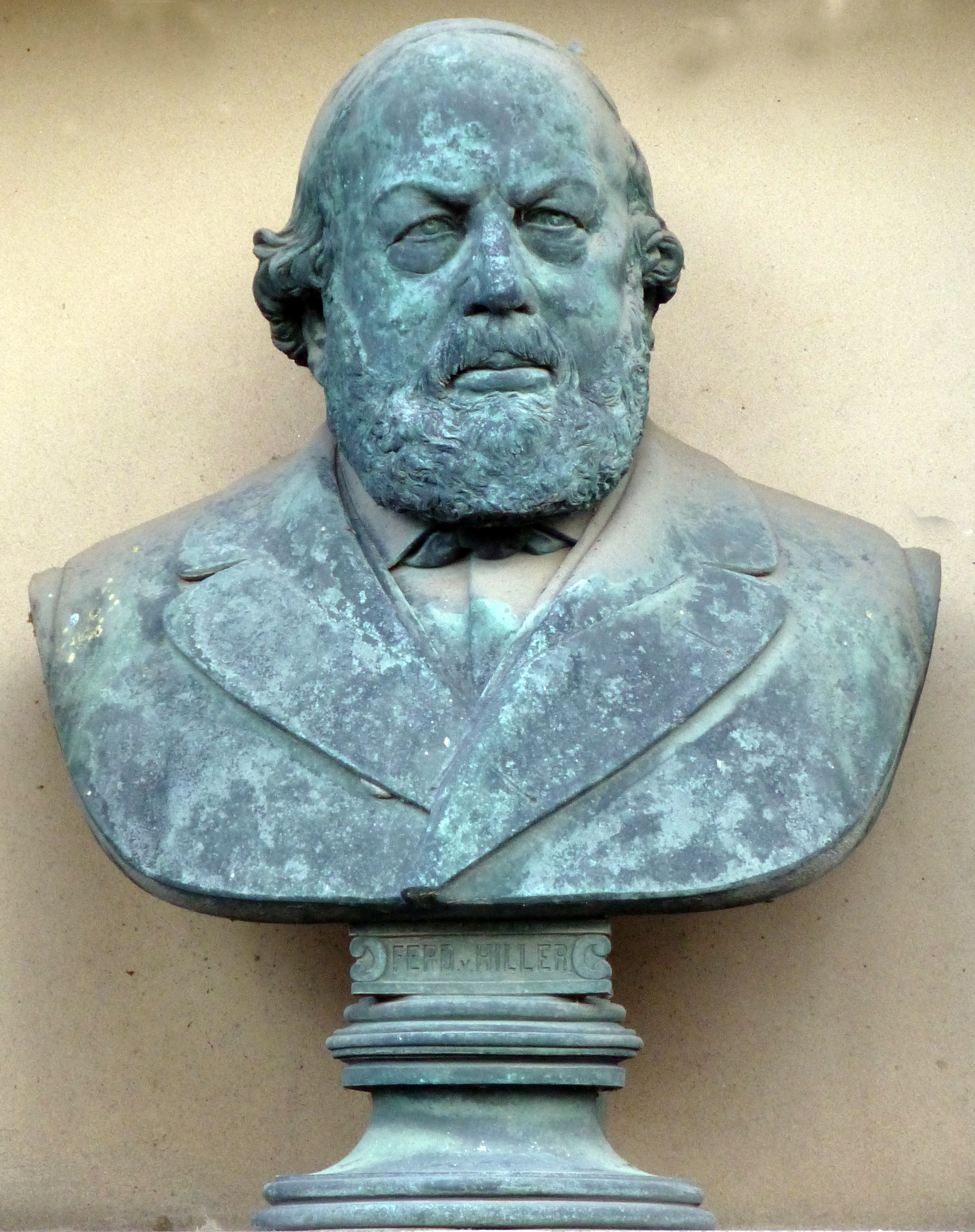
Büstendenkmal von Ferdinand Hiller auf dem Melaten-Friedhof in Köln
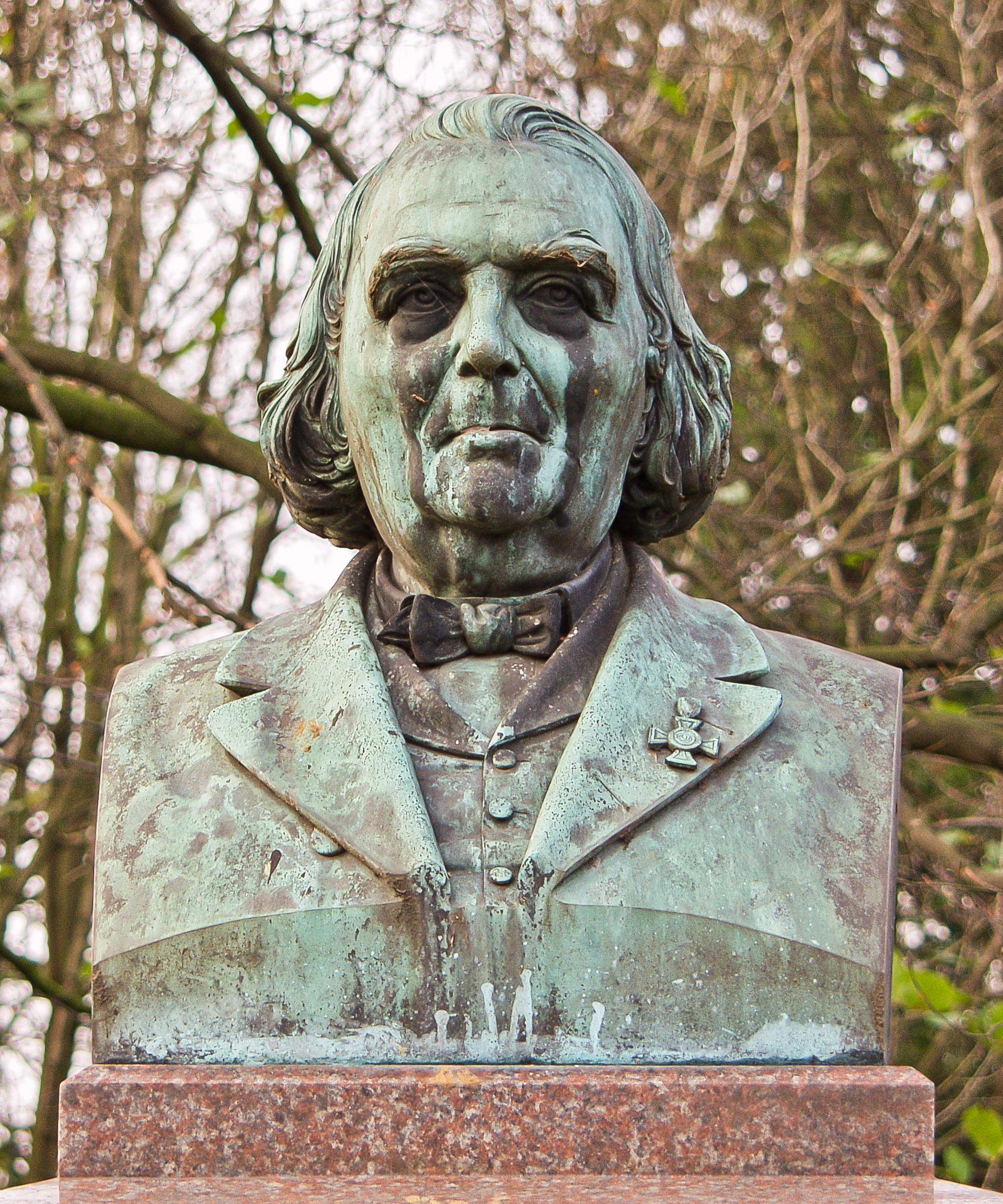
Büstendenkmal von Caspar Garthe im Kölner Zoo
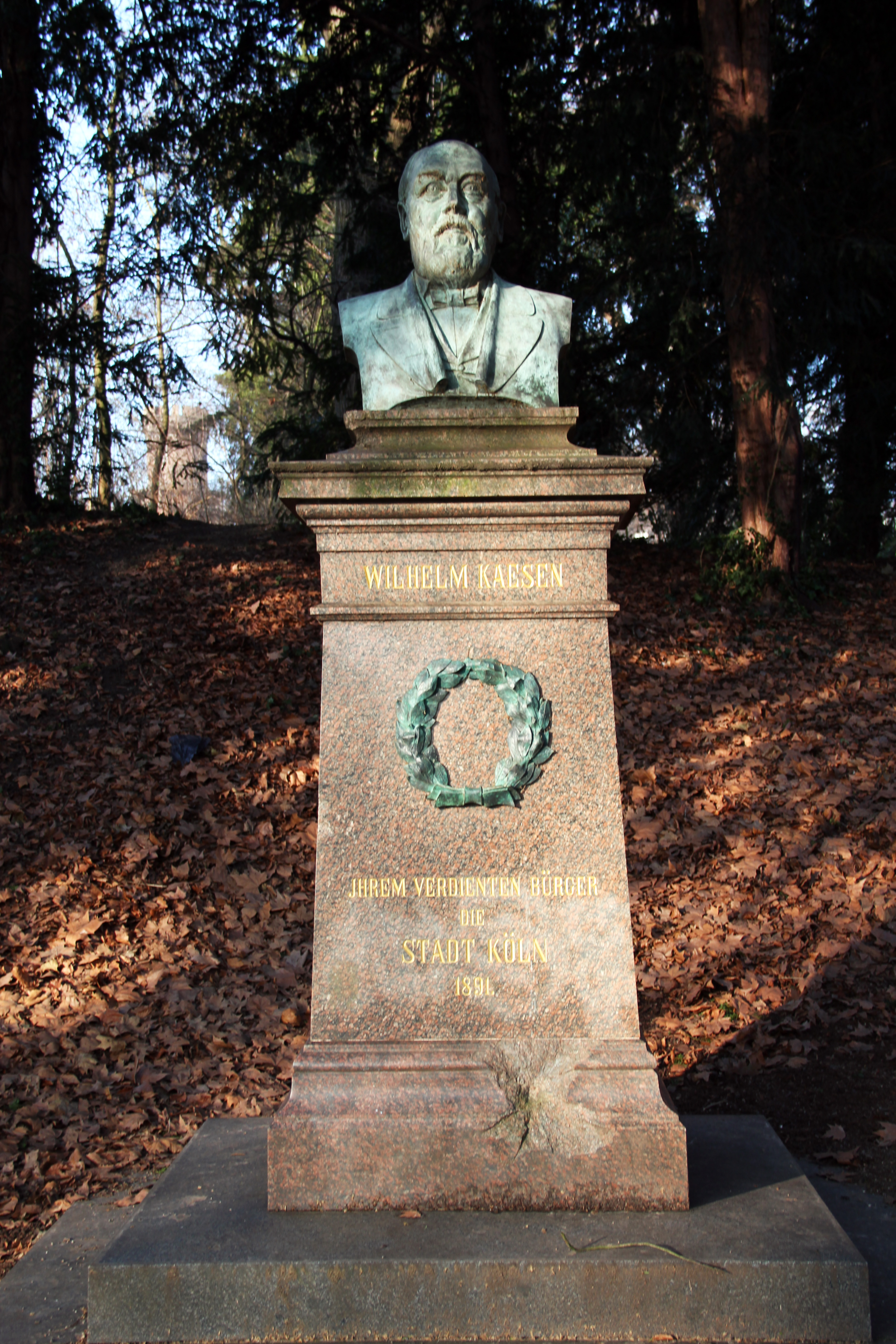
Büstendenkmal von Johann Wilhelm Kaesen im Volksgarten, Köln